# ويليام هيسمير
ويليام هيسمير (بالإنجليزية: William Hesmer)‏ (23 نوفمبر 1981 بويلسون في الولايات المتحدة - ) هو لاعب كرة قدم أمريكي في مركز حراسة المرمى. لعب مع سبورتينغ كانساس سيتي وكولومبوس كرو ولوس أنجلوس غلاكسي ونادي شمال كارولاينا وريتشموند كيكرز.

## وصلات خارجية
- ويليام هيسمير على موقع الدوري الأمريكي (الإنجليزية)
- ويليام هيسمير على موقع قاعدة بيانات كرة القدم.إي يو (الإنجليزية)